# Lista do Patrimônio Mundial no Estado da Palestina
A Organização das Nações Unidas para a Educação, a Ciência e a Cultura (UNESCO) propôs um plano de proteção aos bens culturais do mundo, através do Comité sobre a Proteção do Património Mundial Cultural e Natural, aprovado em 1972. Esta é uma lista do Patrimônio Mundial existente na Palestina, especificamente classificada pela UNESCO e elaborada de acordo com dez principais critérios cujos pontos são julgados por especialistas na área. O Estado da Palestina, que ocupa uma região de rico legado cultural deixado por vários povos árabes que a ocuparam ao longo da história, ratificou a convenção em 8 de dezembro de 2011, tornando seus locais históricos elegíveis para inclusão na lista.
Local do nascimento de Jesus: a Igreja da Natividade e a Rota de Peregrinação em Belém foi o primeiro sítio da Palestina desginado como Patrimônio Mundial pela UNESCO por ocasião da 36ª Sessão do Comité do Patrimônio Mundial, realizada em São Petersburgo (Rússia) em 2012. Desde a mais recente inclusão na lista, a Palestina totaliza quatro sítios listados como Patrimônio Mundial da UNESCO, sendo todos estes bens de interesse cultural. Por conta da instabilidade política e dos incessantes conflitos armados na região, os sítios Battir e Hebrom foram incluídos na Lista do Patrimônio Mundial em perigo em 2014 e 2017, respectivamente.
O sítio Cidade Antiga de Jerusalém e seus Muros não é listado pela UNESCO como sendo localizado em nenhum Estado-membro específico, sendo que o status final de sua localização depende de negociações entre os governos de Israel e Palestina; o local também figura na lista do Patrimônio Mundial em perigo desde 1982. No entanto, de acordo com as resoluções adotadas pelas Nações Unidas e suas agências especializadas - o que inclui a UNESCO e todos os seus diretórios regionais - Jerusalém Ocidental permanece parte integrante do território ocupado da Palestina.

## Bens culturais e naturais
O Estado da Palestina conta atualmente com os seguintes lugares declarados como Patrimônio da Humanidade pela UNESCO:
| | Local do nascimento de Jesus: a Igreja da Natividade e a Rota de Peregrinação, Belém |
| Bem cultural inscrito em 2012. |                                                                                      |
| Localização: Belém |                                                                                      |
| A propriedade inscrita está localizada 10 quilômetros ao sul de Jerusalém, no local identificado pela tradição cristã como o berço de Jesus desde o século II. Uma igreja foi concluída pela primeira vez ali em 339 d.C. e o edifício que a substituiu após um incêndio no século VI preserva mosaicos elaborados do edifício original. O local também inclui conventos e igrejas latinas, gregas, franciscanas e armênias, além de torres sineiras, jardins e uma rota de peregrinação. (UNESCO/BPI) |                                                                                      |

| | Palestina: terra das oliveiras e vinhedos - paisagem cultural do Sul de Jerusalém, Battir |
| Bem cultural inscrito em 2014, em perigo desde 2014. |                                                                                           |
| Localização: Cisjordânia |                                                                                           |
| Localizada a poucos quilômetros a sudoeste de Jerusalém, nas terras altas que se estendem de Nablus a Hebrom, a paisagem da vila de Battir, localizada nesta paisagem cultural, compreende uma série de vales (widian) com culturas em terraços escalonados: azeitona e vinhedos crescem nos bancos secos, enquanto nas irrigadas frutas e legumes são cultivados. A produção agrícola desses terraços, localizada em terrenos muito montanhosos, é apoiada por uma rede de valas alimentadas pela água de fontes subterrâneas. A distribuição de água captada por esta rede é realizada de acordo com um sistema de distribuição habitual estabelecido entre as famílias da vila de Battir. (UNESCO/BPI) |                                                                                           |

| | Centro histórico de Hebrom / Al-Khalil |
| Bem cultural inscrito em 2014, em perigo desde 2017. |                                        |
| Localização: Hebrom |                                        |
| O uso de um tipo de calcário local marcou a construção da Cidade Velha de Hebron/Al Khalil no período mameluco, entre 1250 e 1517. O centro de interesse da cidade foi o local da Mesquita/Túmulo dos Patriarcas de Al-Ibrahim, cujos edifícios estão localizados em um recinto construído no século I de nossa época para proteger os túmulos do Patriarca Abraão/Ibrahim e seus parentes. Este lugar tornou-se um local de peregrinação para as três religiões monoteístas: judaísmo, cristianismo e islã. A cidade estava na encruzilhada das rotas comerciais para caravanas que viajavam entre o sul da Palestina, o Sinai, o sul da Jordânia e o norte da Península Arábica. Embora no período otomano que se seguiu (1517-1917) a cidade se espalhou para áreas circundantes e atraiu inúmeras novas realizações arquitetônicas, em particular a elevação do nível dos telhados das casas e a construção de mais plantas nelas, a morfologia geral da cidade de Mamuccas tem persistido na organização hierárquica dos bairros, dividida entre diferentes grupos étnicos, religiosos ou profissionais e casas com grupos de salas organizadas de acordo com um sistema de arborescência. (UNESCO/BPI) |                                        |

| | Jericó Antiga/Tell es-Sultan |
| Bem cultural inscrito em 2023. |                              |
| Localização: Jericó |                              |
| Localizada no Vale do Jordão, a propriedade é um tel em formato oval ou montículo que contém os depósitos pré-históricos da atividade humana e inclui o manancial perene de Ain es-Sultan. Um vilarejo permanente emergiu aqui em torno do IX ao XVIII milênio a.C. devido ao solo fértil do oásis e o fácil acesso às fontes hídricas. Caveiras e estátuas aladas encontradas no sítio testificam as práticas religiosas dentre as populações neolíticas que aqui habitavam e o material arqueológico da Idade do Bronze demonstram sinais de planejamento urbano. Vestígios da Idade do Bronze revelam a presença de uma grande cidade canaanita ocupada por uma população socialmente complexa. (UNESCO/BPI) |                              |

| Ruínas do Monastério de Santo Hilarião, em Nuseirat. | Monastério de Santo Hilarião / Tell Umm el-'Amr |
| Ruínas do Monastério de Santo Hilarião, em Nuseirat. | Bem cultural inscrito em 2024. |
| Ruínas do Monastério de Santo Hilarião, em Nuseirat. | Localização: Deir al-Balah |
| Ruínas do Monastério de Santo Hilarião, em Nuseirat. | As ruínas do Monastério de Santo Hilarião, situadas nas dunas costeiras da municipalidade de Nuseirat, representam um dos primeiros sítios monásticos do Oriente Médio, que data do século IV. Fundado por Santo Hilarião, o monastério teve início com eremitas solitários e evoluiu para uma comunidade cenobita. Foi a primeira comunidade monástica na Terra Santa e assentou as bases para a expansão das práticas monásticas na região. Sua localização estratégica, na encruzilhada de importantes rotas comerciais e de comunicação entre Ásia e África, facilitou seu papel como centro de intercâmbio religioso, cultural e econômico. Este enclave exemplifica o florescimento dos centros monásticos no deserto durante o período bizantino. (UNESCO/BPI) |

## Lista Indicativa
Em adição aos sítios inscritos na Lista do Patrimônio Mundial, os Estados-membros podem manter uma lista de sítios que pretendam nomear para a Lista de Patrimônio Mundial, sendo somente aceitas as candidaturas de locais que já constarem desta lista. Desde 2020, o Estado da Palestina conta com 14 locais na sua Lista Indicativa.
| Sítio                                                       | Imagem | Local             | Ano  | Dados UNESCO            | Descrição |
| ----------------------------------------------------------- | ------ | ----------------- | ---- | ----------------------- | --- |
| Monte Gerizim e os Samaritanos                              |        | Nablus            | 2012 | Cultural: (iii)(vi)     | O Monte Gerizim, ou Jebel et-Tor, é a montanha sagrada dos samaritanos há milhares de anos. Consiste em três picos, o cume principal, a ampla colina plana ocidental e Tell er-Ras ao norte. Têm sido tradicionalmente identificado como um local demarcado com a bênção divina, uma reivindicação que - na crença samaritana - anula o caráter sacro do Templo de Jerusalém. No cume, há uma rocha que os samaritanos acreditam ser o lugar onde Abraão estave prestes a sacrificar seu filho Isaque. |
| Qumran: Cavernas e monastérios dos Manuscritos do Mar Morto |        | Hebrom            | 2012 | Cultural: (iii)(iv)(vi) | O local, identificado por alguns estudiosos como a bíblica "Cidade do Sal", foi ocupado principalmente durante o período greco-romano (150 a.C.-68 d.C.) pelos essênios, uma seita religiosa que vivia isolada nesta região a oeste do Mar Morto. Qumran tornou-se internacionalmente conhecida em 1947 como local de descoberta dos Pergaminhos do Mar Morto. |
| el-Bariyah: natureza e monastérios                          |        | Jericó            | 2012 | Cultural: (i)(ii)(iii)  | A maior parte da área de el-Bariyah é classificada como parte da região Irano-turaniana, sendo um habitat montanhoso e desértico. Essencialmente, um planalto de calcário sem árvores, de solo fino e em erosão dramática é dissecado por wadis que drenam em direção ao Mar Morto. |
| Wadi Natuf e a Gruta de Shuqba                              |        | Ramala e Al Bireh | 2013 | Cultural: (ii)(iii)(iv) | A caverna, formada por atividades cársticas, foi descoberta para o mundo científico por Alexis Mallon em 1924. Foi escavada em 1928 por Dorothy Garrod, que descobriu a evidência de uma cultura pré-agrícola tardia da Idade da Pedra até então não reconhecida, que foi nomeada depois como "Cultura natufiana". |
| Cidade Antiga de Nablus e seu entorno                       |        | Nablus            | 2012 | Cultural: (ii)(iv)      | Tell Balata, identificado com a antiga Siquém, representa o primeiro assentamento na área de Nablus. Está localizada na entrada leste da atual Nablus, entre os montes Ebal e Gerizim. Siquém foi mencionada nos textos de execração egípcios e na estela Sebek-Khu do século XIX a.C. Foi mencionada também nas Cartas de Amarna no século XIV a.C. como um importante centro cananeu. |
| Tell Umm el-'Amr                                            |        | Deir al-Balah     | 2012 | Cultural: (ii)(iii)(vi) | O primeiro assentamento no local foi estabelecido durante a era romana em Wadi Gaza, perto da costa. Consta no mapa de Madaba com o nome de "Tabatha", datado do período bizantino até o início do período islâmico (400-670 d.C.). O local abriga ruínas do mosteiro de Santo Hilário (nascido em 291 d.C.), que consiste em duas igrejas, um cemitério e uma sala batismal. |
| Aldeias do trono                                            |        |                   | 2013 | Cultural: (iii)(iv)     | As aldeias do trono representam um horizonte arquitetônico homogêneo, confinado ao planalto central da Palestina. Durante os séculos XVIII e XIX, essas terras altas foram divididas em vinte e quatro domínios administrativos (xecados), governados por xeques que pertenciam a famílias nobres. As aldeias em que os xeques e seus clãs residiam eram chamadas de "aldeias do trono". |
| Sebastia                                                    |        | Nablus            | 2013 | Cultural: (ii)(v)       | Sebastia, identificada como a antiga Samaria, foi a capital do Reino do Norte durante a Idade do Ferro da Palestina e um importante centro urbano durante os períodos helenístico e romano. Uma série de escavações foram realizadas no local entre 1908 e 1910 pela Universidade de Harvard sob a direção de G.A. Reisner e C.S. Fisher. |
| Porto de Anthedon                                           |        | Gaza              | 2013 | Cultural: (ii)(iv)      | Anthedon é o primeiro porto marítimo conhecido de Gaza, mencionado na literatura islâmica com os nomes de Tida, aparentemente uma abreviação de Blakhiyeh. A cidade foi habitada de 800 a.C. a 1.100 d.C. e abrigou uma série de diferentes culturas: neo-assírios, babilônicos, persas, gregos, romanos, bizantinos e os primeiros mouros islâmicos (omíadas, abássidas, tulúnidas e fatímidas). |